# Піноутворювачі для гасіння пожеж
 Піноутворювач для гасіння пожеж  — речовина, яка під час змішування з водою у певному співвідношенні утворює робочий розчин, з якого генерується піна в разі використання відповідного обладнання, а також утворює змочувальний розчин.
Гасіння пожеж повітряно-механічною піною відбувається за рахунок ізолювання нею (або водною плівкою у разі використання плівкоутворювальних піноутворювачів) поверхні палаючих рідин або твердих горючих речовин (матеріалів) від окислювача (зазвичай кисню повітря), її охолодження і частково за рахунок розведення газового горючого середовища водяною парою, що виділяється з піни. Воно забезпечує можливість гасіння пожеж великої площі, окремі з яких неможливо погасити в інші способи, та/або пожежогасіння об'ємним способом.
Змочувальні розчини піноутворювачів використовують замість води з метою підвищення ефективності гасіння неполярних горючих матеріалів (паперу, деревини, вугілля, торфу, вати, тканин, бавовни тощо).

## Історія розвитку засобів пінного пожежогасіння
Перші спроби застосування піни для гасіння пожеж за різними даними відносяться до кінця ХІХ — початку ХХ століття, причому першочергово піну почали застосовувати для гасіння нафти і нафтопродуктів.,,
На той час було запропоновано «хімічний» і «механічний» способи генерування піни. Для одержання хімічної піни водний розчин соди, що містив незначну кількість добавки для спінювання, змішували з підкисленою водою. Змішування водних розчинів супроводжувалося утворенням піни, яка гасила вогонь. Для генерування механічної піни водний розчин неорганічної солі, здатної до спінювання, насичували газом, що не підтримував горіння, а потім нагнітали під тиском в герметичну посудину. Під час випускання рідини з неї утворювалася піна, якою можна було не тільки покрити палаючу поверхню, але й охолодити її.
В перші роки спеціальні заряди, придатні для генерування піни, використовували переважно для заряджання вогнегасників, а пізніше винайшли так звані піногенераторні порошки, які дали змогу генерувати і подавати піну на гасіння від пересувної протипожежної техніки. Проте через низку недоліків піногенераторні порошки поступилися місцем піноутворювачам — рідким речовинам, застосування яких дало змогу підвищити ефективність пожежогасіння і розширити тактичні можливості протипожежної техніки.
Спочатку піноутворювачі почали виробляти з сировини природного походження (насамперед з відходів переробки тваринної продукції), пізніше з цією метою почали використовувати синтетичну сировину. В теперішній час піноутворювачі виробляють з сировини як природного походження, так і синтетичних речовин. Будь-який піноутворювач складається з поверхнево-активних речовин (ПАР) певної хімічної природи, що забезпечують можливість генерування піни, добавок, призначених для надання необхідних властивостей (однорідність, морозостійкість, знижена корозійна активність, придатність для гасіння полярних горючих рідин тощо) і води або комбінації води з певним органічним розчинником.
Номенклатура показників якості піноутворювачів, а також технічні вимоги до них та методи випробувань встановлюються міжнародними, регіональними і національними стандартами, а також нормативними документами на конкретний піноутворювач. За здатністю розкладатись під дією мікрофлори водоймищ і ґрунтів піноутворювачі поділяють на біологічно «м'які» (біологічна здатність до розкладання 80 % і більше) і біологічно «жорсткі» (біологічна здатність до розкладання менше ніж 80 %),

## Терміни та визначення основних понять
Нормативними документами,,, передбачено такі визначення основних термінів у сфері пінного пожежогасіння:
Піна — просторова плівково-чарункова структура системи типу газ-рідина, яка характеризується кратністю і стійкістю.
Кратність піни — відношення об'єму піни до об'єму робочого розчину піноутворювача, з якого вона утворилась.
Піна низької кратності — піна з кратністю не більше 20.
Піна середньої кратності — піна з кратністю у межах від 21 до 200.
Піна високої кратності — піна з кратністю понад 200.
Інтенсивність подавання робочого розчину — витрата об'єму робочого розчину, що подається за одиницю часу на одиницю площі.
Біологічна здатність до розкладу — здатність поверхнево-активних речовин розкладатися під дією мікрофлори водоймищ і ґрунтів.

## Класифікація піноутворювачів для гасіння пожеж
В Україні піноутворювачі для гасіння пожеж умовно поділяють на піноутворювачі загального та спеціального призначення, інформацію щодо яких викладено нижче. Окрім піноутворювачів спеціального призначення згаданих нижче типів, існують піноутворювачі, що використовуються в особливих випадках (для гасіння лісових пожеж, для використання в системах пінного пожежогасіння типу «CAFS» (compressed air foam system), проведення навчань тощо).

### Піноутворювачі загального призначення для гасіння пожеж
Піноутворювачі загального призначення для гасіння пожеж — піноутворювачі, що здатні утворювати піну низької, середньої та високої кратності з робочих розчинів, а також змочувальні розчини для гасіння пожеж класів А і В (тверді горючі матеріали, а також неполярні горючі рідини) згідно з ДСТУ EN 2:2015.

Примітка. ДСТУ EN 2:2015 регламентує класифікацію пожеж.

Піноутворювачі загального призначення вироблялися переважно в колишньому СРСР і дотепер виробляються в ряді країн, що утворилися після його розпаду, в тому числі в Україні. Їх основою є синтетичні ПАР. З урахуванням стану сучасної нормативно-технічної бази і протипожежної техніки, переважною сферою їх застосування слід вважати гасіння пожеж із застосуванням пересувної протипожежної техніки (пожежних автомобілів) на промислових, складських та інших об'єктах, де відсутні великі кількості горючих рідин. У разі гасіння пожеж в резервуарах для зберігання нафти і нафтопродуктів вони недостатньо ефективні. В теперішній час вимоги до піноутворювачів загального призначення в Україні встановлено ДСТУ 3789-98.
Межа між піноутворювачами загального призначення і піноутворювачами спеціального призначення типу «S» доволі умовна, зазначені піноутворювачі спеціального призначення можуть відповідати також вимогам ДСТУ 3789-98.

### Піноутворювачі спеціального призначення для гасіння пожеж
Піноутворювачі спеціального призначення для гасіння пожеж  — піноутворювачі, здатні утворювати робочі і змочувальні розчини, придатні для гасіння пожеж класів А і В згідно з ДСТУ EN 2:2015 або якого-небудь з них, або придатні до застосування з морською водою як розчинником.

Плівкоутворювальні піноутворювачі (спеціального призначення) для гасіння пожеж — піноутворювачі, виготовлені на основі фторвмісних та інших ПАР і здатні утворювати плівку з робочого розчину на поверхні горючих рідин, що характеризується здатністю до самовідновлення після механічного руйнування, а також зниженням швидкості дифузії парів горючої рідини
Умовні позначення основних типів піноутворювачів спеціального призначення для гасіння пожеж, що зазвичай використовують як складники їх назв (марок), такі:

 — «Р» (protein) — протеїнові (білкові) піноутворювачі, тобто піноутворювачі на основі гідролізованих білків (протеїнів);
 — «FP» (fluoroprotein) — фторпротеїнові (фторбілкові) піноутворювачі, тобто піноутворювачі на основі гідролізованих білків (протеїнів) з добавками синтетичних фторвмісних ПАР;

 — «FFFP» (film forming fluoroprotein) — плівкоутворювальні фторпротеїнові (фторбілкові) піноутворювачі, тобто піноутворювачі на основі гідролізованих білків (протеїнів) з добавками синтетичних фторвмісних ПАР, які надають водним розчинам піноутворювачів плівкоутворювальних властивостей;

 — «S» (synthetic) — піноутворювачі на основі синтетичних вуглеводневих ПАР;

 — «AFFF»  або  A3F (aqueous film forming foam) — фторсинтетичні плівкоутворювальні піноутворювачі, тобто плівкоутворювальні піноутворювачі на основі синтетичних фторвмісних ПАР (до їх складу можуть входити також вуглеводневі ПАР).
Позначення  «AR» (alcohol resistant) або  «ATC» (alcohol type concentrate) , що додається до позначення будь-якого типу піноутворювача (наприклад, «FFFP AR», «S AR», «AFFF/ATC»), означає, що він придатний для гасіння як водонерозчинних, так і водорозчинних горючих рідин. Назви піноутворювачів у багатьох випадках містять інформацію щодо рекомендованої концентрації їх робочих розчинів в об'ємних відсотках.
Приклади

1.  «ХХХ AFFF 3 %» ,  «ХХХ AFFF 103»  тощо — синтетичний плівкоутворювальний піноутворювач, концентрація робочого розчину якого дорівнює 3 % (об).

2.  «ХХХ FFFP AR 6» ,  «ХХХ FFFP/ATC 6 %» ,  «ХХХ FFFP/AR 106»  тощо — фторпротеїновий плівкоутворювальний піноутворювач, придатний для гасіння як водонерозчинних, так і водорозчинних горючих рідин, концентрація робочого розчину якого дорівнює 6 % (об).

3.  «ХХХ AFFF/ATC 3×6 %» ,  «XXX AFFF AR 3/6»  тощо — фторсинтетичний плівкоутворювальний піноутворювач, придатний для гасіння як водонерозчинних, так і водорозчинних горючих рідин, концентрація робочого розчину якого для гасіння водонерозчинних і водорозчинних горючих рідин дорівнює 3 % (об) і 6 % (об), відповідно.

## Одержання повітряно-механічної піни та її подавання на гасіння
Повітряно-механічну піну, що подається на гасіння, генерують з використанням стволів-генераторів піни (піногенераторів). В стаціонарних системах пожежогасіння її генерують подаванням робочих розчинів піноутворювачів через насадки (пінні зрошувачі) спеціальних конструкцій. Залежно від особливостей захищуваного об'єкта або особливостей пожежі, типу піноутворювача, що використовується, а також наявних можливостей використовують генератори піни низької, середньої або високої кратності. У разі використання пінних зрошувачів може утворюватись тільки піна низької кратності, що досягається змішуванням робочого розчину піноутворювача з повітрям всередині насадка або поза його межами.
Піна низької та середньої кратності утворюється за рахунок ежекції (засмоктування) повітря (в окремих випадках — іншої газоподібної речовини) струменем робочого розчину піноутворювача, що подається під тиском через ствол-генератор піни або пінний зрошувач.
 Піна високої кратності утворюється за рахунок примусового перемішування робочого розчину піноутворювача з газом (зазвичай повітрям).

Піну середньої кратності застосовують для гасіння пожеж поверхневим (подавання на поверхню) або об'ємним (шляхом заповнення всього об'єму захищуваного простору) способом. Піну високої кратності застосовують для гасіння пожеж здебільшого об'ємним способом.
Розрізняють два способи подавання піни на гасіння: «жорсткий» та «м'який».  «Жорсткий»  спосіб подавання піни передбачає її потрапляння безпосередньо на поверхню рідини або матеріалу, що горить. Цей спосіб подавання піни є найбільш застосовуваним.
 «М'який»  спосіб подавання піни передбачає її плавне спливання на поверхню рідини або матеріалу, що горить, з іншої поверхні. Характерним прикладом подавання піни «м'яким» способом є її подавання на стінку резервуара для зберігання водорозчинної горючої рідини. В умовах плавного спливання піни зі стінки резервуара на поверхню полярної горючої рідини її руйнування уповільнюється, а вогнегасна ефективність збільшується.

## Застосовність піноутворювачів в системах пінного пожежогасіння і принципи вибирання піноутворювачів
Вимоги до знов створюваних систем пінного пожежогасіння в Україні регламентовано насамперед стандартом ДСТУ Б EN 13565-2:2013 

Зокрема, цим нормативним документом визначено придатність систем пожежогасіння піною низької, середньої та високої кратності для протипожежного захисту об'єктів різних видів:
| Пожежонебезпечні об'єкти                                                        | Системи пожежогасіння піною низької кратності | Системи пожежогасіння піною середньої кратності | Системи пожежогасіння піною високої кратності                          |
| ------------------------------------------------------------------------------- | --------------------------------------------- | ----------------------------------------------- | ---------------------------------------------------------------------- |
| Резервуари для зберігання горючих рідин                                         | Так                                           | Ні                                              | Ні                                                                     |
| Обвалування/збиральні майданчики резервуарів                                    | Так                                           | Так                                             | Так (у тому числі за наявності зрідженого природного і нафтового газу) |
| Технологічні майданчики                                                         | Так                                           | Так                                             | Так                                                                    |
| Авіаційні ангари                                                                | Так                                           | Тільки для площі менше ніж 1400 м²              | Так                                                                    |
| Об'єкти транспортування палива                                                  | Так                                           | Так                                             | Так                                                                    |
| Об'єкти пакування і зберігання пластмас                                         | Так                                           | Ні                                              | Так                                                                    |
| Об'єкти перероблення пластмас                                                   | Так                                           | Ні                                              | Ні                                                                     |
| Об'єкти оброблення і зберігання відходів                                        | Так                                           | Ні                                              | Ні                                                                     |
| Об'єкти з наявністю зрідженого природного газу                                  | Ні                                            | Ні                                              | Так (у тому числі поза межами будинків)                                |
| Склади шин                                                                      | Так                                           | Ні                                              | Так                                                                    |
| Склади паперу в рулонах                                                         | Ні                                            | Ні                                              | Так                                                                    |
| Морські причали                                                                 | Так                                           | Так                                             | Ні                                                                     |
| Маслонаповнені трансформатори і комутаційне обладнання                          | Так                                           | Ні                                              | Так                                                                    |
| Кабельні тунелі                                                                 | Ні                                            | Ні                                              | Так                                                                    |
| Об'єкти із зрідженим нафтовим газом                                             | Ні                                            | Так                                             | Так (у тому числі поза межами будинків)                                |
| Склади, на яких можливі пожежі класу А (твердих матеріалів) і В (горючих рідин) | Так                                           | Ні                                              | Так                                                                    |

Під час вибирання піноутворювачів для використання в стаціонарних системах пінного пожежогасіння, спроектованих згідно з вимогами ДСТУ Б EN 13565-2:2013, а також спринклерних і дренчерних системах, спроектованих згідно з вимогами ДСТУ Б EN 12845:2011 або ДСТУ CEN/TS 14816:2013, відповідно, потрібно брати до уваги вид цієї системи, властивості наявних горючих речовин і матеріалів, а також інформацію виробника піноутворювача щодо сфери його застосування, видів генерованої піни та обладнання, придатного для роботи з піноутворювачем.
Для гасіння неполярних (водонерозчинних) горючих рідин (нафти, нафтопродуктів, нафтових розчинників, індивідуальних вуглеводнів) в більшості випадків найбільш ефективні плівкоутворювальні піноутворювачі («AFFF», «FFFP»), що використовуються для генерування піни низької кратності за допомогою стволів-генераторів або пінних зрошувачів відповідних конструкцій. Повітряно-механічна піна, генерована з їх робочих розчинів, зазвичай придатна для подавання як на поверхню, так і під шар більшості неполярних горючих рідин («підшарове» гасіння), що зберігаються в резервуарах.
Для гасіння полярних (переважно водорозчинних) горючих рідин, що здатні інтенсивно руйнувати піну (спирти, альдегіди, кетони, карбонові кислоти, окремі сумішеві органічні розчинники) повинні використовуватись «спиртостійкі» піноутворювачі («AFFF AR», «FP AR», «FFFP AR» тощо), спеціально розроблені з цією метою.
Під час вибирання способу подавання піни потрібно брати до уваги як властивості горючої рідини, так і тип піноутворювача. Зокрема, під час гасіння полярних горючих рідин піну допускається подавати тільки «м'яким» способом, оскільки жорсткий контакт піни з такою рідиною призводить до її швидкого руйнування. Піна, генерована з робочих розчинів протеїнових піноутворювачів, в таких умовах зазвичай значною мірою втрачає вогнегасну ефективність у разі контакту навіть з неполярними горючими рідинами.
Для гасіння більшості твердих горючих речовин і матеріалів придатні піноутворювачі практично будь-яких типів, натомість існують спеціально розроблені з цією метою «піноутворювачі класу А», а також змочувальники.
Застосування піноутворювачів (тобто піни, генерованої з робочих розчинів піноутворювачів для гасіння пожеж, а також змочувальних розчинів) не допускається для гасіння:
— хімічних речовин, які виділяють значні кількості кисню або інших окисників, здатних підтримувати горіння (наприклад, нітрату целюлози), оскільки в подібних випадках піна неефективна;
— незахищеного електрообладнання, що перебуває під напругою, через можливість ураження електричним струмом;
— металів, у тому числі горючих, а також сплавів металів та інших речовин, які вступають у хімічну взаємодію з водою.
Вибирання піноутворювача потрібно здійснювати з таким розрахунком, щоб його властивості забезпечували можливість використання цього піноутворювача з обладнанням системи пінного або водяного пожежогасіння (стволи-генератори піни або пінні зрошувачі, пінозмішувачі (дозувальні пристрої) тощо). Надзвичайно важливо звертати увагу на якість води, яку передбачається використовувати для приготування робочого розчину піноутворювача, оскільки за високої твердості води та/або за високого вмісту в ній мінеральних солей піноутворювальна здатність водних розчинів і вогнегасна ефективність піни, генерованої з них, можуть значною мірою погіршуватись.
Піноутворювачі, що використовуються в системах протипожежного захисту морських суден, морських нафтовидобувних платформ та інших подібних об'єктів повинні мати Сертифікати про типове схвалення, що видаються за результатами випробувань на відповідність циркулярам Міжнародної морської організації (IMO), проведених уповноваженими лабораторіями.

## Порівняльна ефективність піноутворювачів під час гасіння нафти і нафтопродуктів
Інформацію стосовно порівняльної ефективності різних типів піноутворювачів під час гасіння нафти і нафтопродуктів можна подати в такому вигляді (усереднені дані):
| Показники                                    | Протеїнові (Р) | Синтетичні (S) * | Фторпротеїнові (FP) | Фторсинтетичні плівкоутворювальні (AFFF) | Фторпротеїнові плівкоутворювальні (FFFP) |
| -------------------------------------------- | -------------- | ---------------- | ------------------- | ---------------------------------------- | ---------------------------------------- |
| Швидкість гасіння                            | +              | +++              | +++                 | ++++                                     | ++++                                     |
| Опір піни повторному займанню                | ++++           | +                | ++++                | +++                                      | +++                                      |
| Стійкість піни до впливу вуглеводневих рідин | +              | +                | +++                 | ++++                                     | ++++                                     |

* Те саме стосується піноутворювачів загального призначення.
Разом з тим, під час прийняття рішення щодо вибирання конкретного піноутворювача потрібно брати до уваги класи його вогнегасної ефективності та опору повторному займанню, що визначаються згідно з ДСТУ EN 1568:2015 і враховуються під час проектування системи пожежогасіння згідно з вимогами ДСТУ Б EN 13565-2:2013. Зокрема, класи піноутворювачів, що відповідають нижчим значенням вогнегасної ефективності піни та її опору повторному займанню, можуть означати необхідність збільшення інтенсивності подавання їх робочих розчинів або навіть непридатність цих піноутворювачів для захисту певного об'єкта.

## Токсикологічні властивості та екологічна безпечність піноутворювачів для гасіння пожеж
Токсикологічні властивості піноутворювачів визначаються відповідними властивостями їх компонентів, зазвичай визначну роль відіграють ПАР і (у випадку піноутворювачів з низькими температурами застигання) етиленгліколь або інші добавки, що використовуються для її зниження. Залежно від хімічної природи і кількості складників, піноутворювачі, як правило, належать до речовин малонебезпечних або помірно небезпечних. Небезпечність впливу речовин залежить від характеру впливу (інгаляційний, пероральний тощо). Піноутворювачі в концентрованому вигляді можуть мати кумулятивні властивості, у разі прямого контакту здатні спричиняти подразнення шкірного покриву та слизової оболонки очей. Робочі розчини піноутворювачів здатні подразнювати слизові оболонки очей, а у разі тривалого контакту — слабкі подразнення шкіри. Робочі розчини піноутворювачів, до складу яких входять фторвмісні ПАР, можуть мати слабкі шкірно-резорбтивні властивості.
За здатністю до розкладання під впливом мікрофлори водоймищ і ґрунтів піноутворювачі поділяють на біологічно  «жорсткі»  (біологічна здатність до розкладання менше ніж 80 %) і біологічно  «м'які»  (біологічна здатність до розкладання більше ніж 80 %).
Виробництво і використання біологічно «жорстких» піноутворювачів останніми роками поступово обмежуються.
Інформація стосовно токсикологічних властивостей піноутворювачів та їх біологічної здатності до розкладання вказується в нормативній документації їх виробників.